# モーリス・ルルー
モーリス・ルルー（Maurice Leroux、1923年2月6日 - 1992年10月19日）は、フランスの作曲家、指揮者、テレビドラマ監督。映画音楽ではしばしばモーリス・ル・ルー（Maurice Le Roux）のペンネームを用いたが本名でも活動している。

## 経歴
パリに生まれた。1960年から1967年までフランス国立放送管弦楽団の首席指揮者を務めた。アヴィニョンで没する。
作曲家としては映画音楽や放送用音楽などの劇伴作品を主に手がけている。テレビドラマの監督も務めた。代表作は『赤い風船』（1956年、アルベール・ラモリス監督）の音楽など。